# Лейк-Артур (Нью-Мексико)
Лейк-Артур (англ. Lake Arthur) — місто (англ. town) в США, в окрузі Чавес штату Нью-Мексико. Населення — 378 осіб (2020).

## Географія
Лейк-Артур розташований за координатами 32°59′58″ пн. ш. 104°21′51″ зх. д. / 32.99944° пн. ш. 104.36417° зх. д. (32.999457, -104.364078).  За даними Бюро перепису населення США в 2010 році місто мало площу 1,42 км², уся площа — суходіл.

## Демографія
Згідно з переписом 2010 року, у місті мешкало 436 осіб у 146 домогосподарствах у складі 108 родин. Густота населення становила 307 осіб/км².  Було 165 помешкань (116/км²).
Расовий склад населення:
| - 54,4 % — білих - 0,5 % — чорних або афроамериканців - 0,2 % — корінних американців - 0,2 % — азіатів - 36,9 % — осіб інших рас |

До двох чи більше рас належало 7,8 %. Частка іспаномовних становила 69,7 % від усіх жителів.
За віковим діапазоном населення розподілялося таким чином: 28,7 % — особи молодші 18 років, 58,2 % — особи у віці 18—64 років, 13,1 % — особи у віці 65 років та старші. Медіана віку мешканця становила 33,5 року. На 100 осіб жіночої статі у місті припадало 95,5 чоловіків;  на 100 жінок у віці від 18 років та старших — 95,6 чоловіків також старших 18 років.
Середній дохід на одне домашнє господарство  становив 58 985 доларів США (медіана — 60 417), а середній дохід на одну сім'ю — 58 378 доларів (медіана — 57 083). Медіана доходів становила 50 893 долари для чоловіків та 35 972 долари для жінок. За межею бідності перебувало 12,4 % осіб, у тому числі 15,4 % дітей у віці до 18 років та 7,5 % осіб у віці 65 років та старших.
Цивільне працевлаштоване населення становило 177 осіб. Основні галузі зайнятості: освіта, охорона здоров'я та соціальна допомога — 29,4 %, роздрібна торгівля — 18,1 %, публічна адміністрація — 11,9 %, транспорт — 6,8 %.